# فریدون بیگلری (باستان‌شناس)
فریدون بیگلری، باستان‌شناس و موزه دار اهل ایران است.

## حرفه
فریدون بیگلری یکی از بنیانگذاران اصلی و رئیس بخش پارینه‌سنگی موزه ملی ایران است که در سال ۱۳۸۰ تأسیس شد.
حوزهٔ پژوهشی او، دورهٔ پارینه‌سنگی قدیم ایران و غرب آسیا و پارینه‌سنگی میانی ایران به‌طور کلی و منطقه زاگرس (ایران و عراق) را به‌طور ویژه در بر می‌گیرد.
بیگلری از دهه ۱۳۷۰ تاکنون در مناطق مختلف ایران پروژه‌های میدانی باستان‌شناسی متعددی را انجام داده‌است که از میان آن‌ها می‌توان به کاوش در غار مرتاریک بیستون، غارهای  قلعه بزی اصفهان، غار دربند رشی گیلان و پناهگاه دارای در کردستان اشاره کرد. جدیدترین فعالیت‌های میدانی وی کاوش‌های باستان‌شناسی نجات‌بخشی در محدوده سد داریان بود که پیش از آب‌گیری مخزن سد داریان در منطقه هورامان کردستان و کرمانشاه، انجام شد. تحت هدایت او، چهار گروه از باستان‌شناسان، ۱۶ محوطهٔ باستانی را کاوش کردند که قدمت چهار مورد از آن‌ها به پارینه‌سنگی میانی، پارینه‌سنگی جدید و فراپارینه‌سنگی بازمی‌گردد.
دیگر فعالیت میدانی اخیر وی بررسی باستان‌شناسی محدوده حریم منظر فرهنگی ماسوله در راستای تکمیل پرونده ثبت منظر فرهنگی این منطقه مهم در فهرست میراث جهانی یونسکو است و باعث کشف مکان‌های باستانی متعددی گردید که قدمت سکونت انسان در منطقه ماسوله را به حدود هفت هزار سال پیش برده است.

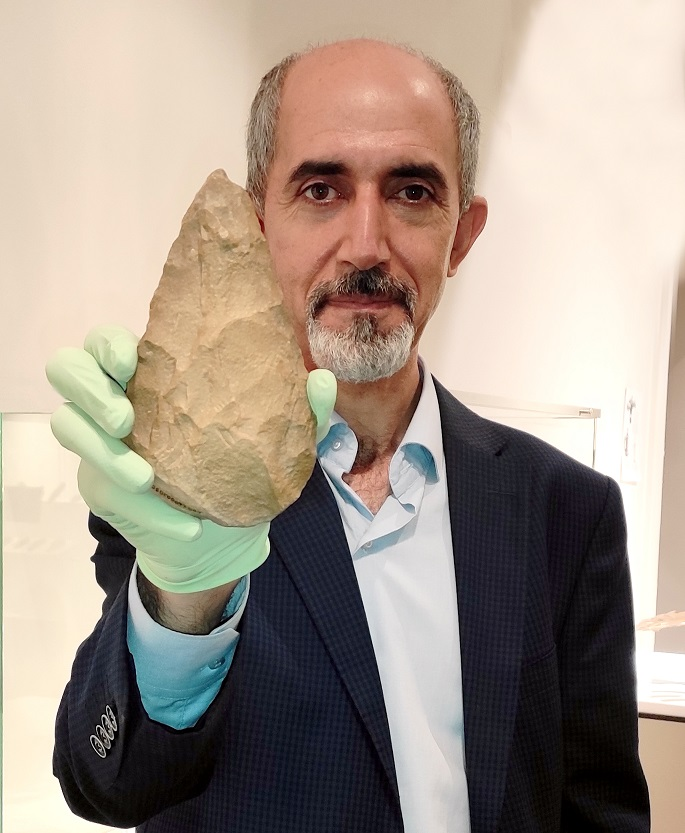
فریدون بیگلری

بیگلری علاوه بر ایران در چند برنامه میدانی باستان‌شناسی در فرانسه و عراق مشارکت داشته‌است. وی نقش اساسی در شکل‌گیری بخش پارینه‌سنگی موزه ملی ایران در سال ۱۳۸۱ داشت و در سال ۱۳۸۶ با همکاری اداره کل میراث فرهنگی استان کرمانشاه و موزه ملی ایران نخستین موزه تخصصی پارینه‌سنگی ایران به نام موزه پارینه‌سنگی زاگرس را در تکیه بیگلربیگی کرمانشاه تأسیس کرد. 
بیگلری با همراهی دو پژوهشگر بلژیکی و فرانسوی نخستین مجموعه مقالات مختص به باستان‌شناسی پارینه‌سنگی ایران را در سال ۱۳۸۸ در بریتانیا منتشر کرده‌است / و در سال‌های اخیر نیز دو کتاب دیگر با همکاری پژوهشگران ایرانی در موزه ملی ایران منتشر کرده کرده. وی همچنین تاکنون بیش از ۵۰ مقاله تکی و گروهی به زبان انگلیسی و دیگر زبان‌ها در حوزه باستان‌شناسی پارینه‌سنگی منتشر کرده‌است. بیگلری سخنرانی‌های متعددی در حوزه تخصصی خود در کشورهای مختلف از جمله فرانسه، ژاپن، سوئیس، ایالات‌متحده، دانمارک، ازبکستان و اسپانیا ارائه کرده‌است. وی مدتی سردبیری مجله بین‌المللی «باستان‌شناسی ایران» را به عهده داشت و مدت‌ها نیز عضو شورای پژوهشی پژوهشکده باستان‌شناسی بود. بیگلری در حال حاضر معاونت فرهنگی موزه ملی ایران را به عهده دارد.

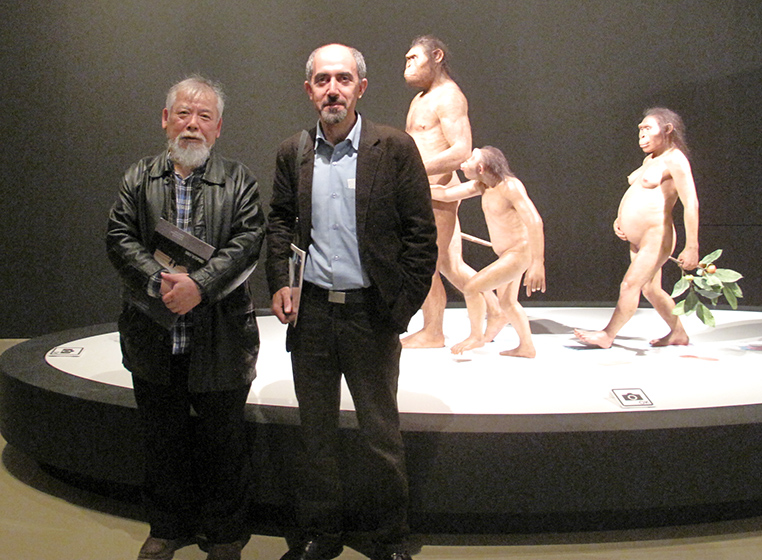
فریدون بیگلری و کاتسوهیکو اونوما در موزه علوم توکیو ۲۰۱۳

بیگلری در معرفی باستان‌شناسی پارینه‌سنگی به مردم، از طریق رسانه‌های مختلف مانند روزنامه‌ها، مجلات، نمایشگاه‌ها، اینستاگرام و تلویزیون فعال است.

## گزیده‌ای از انتشارات

### کتاب‌ها
- فریدون بیگلری، جبرییل نوکنده، عبدالمجید نادری بنی، علی هژبری (به کوشش)، ۱۳۹۸، انسان و دریا، مروری بر هزاران سال ارتباط انسان و دریا در ایران، موزه ملی ایران و سازمان بنادر و دریانوردی، تهران
- فریدون بیگلری و کامیار عبدی ۱۳۹۳، نشانه‌هایی از دویست هزار سال همبودی انسان و جانوران در ایران زمین، موزه ملی ایران، تهران

- BAR S1968 2009: /Proceedings of the XV World Congress UISPP (Lisbon, 4-۹ سپتامبر ۲۰۰۶) 28, Iran Palaeolithic / Le Paléolithique d’Iran, edited by Marcel Otte, Fereidoun Biglari and Jacques Jaubert

### منتخب مقاله‌ها
- بیگلری، فریدون ۱۴۰۲، باستان‌شناسی هورامان با تکیه بر نتایج پژوهش‌های باستان‌شناسی محدوده سد داریان، در کتاب هورامان: تاریخ و فرهنگ، به کوشش اسماعیل شمس و کیومرث ایراندوست، صص. ۲۹–۱۰، دانشگاه کردستان، سنندج
- بیگلری، فریدون، مرجان مشکور، سونیا شیدرنگ، مرتضی رحمتی، حسین داودی، امیر ساعد موچشی، کمال طاهری، سجاد سمیعی و کامیار عبدی ۱۳۹۹، کاوش در غار وزمه و بررسی منطقه اطراف آن در کوه‌های قاضی‌وند، دشت اسلام‌آباد غرب، کرمانشاه ۱۳۹۸، مجموعه مقالات کوتاه هجدهمین گردهمایی سالانه باستان‌شناسی ایران، گردآورنده: روح اله شیرازی، صص ۱۴۴–۱۳۷، پژوهشکده باستان‌شناسی، پژوهشگاه میراث فرهنگی و گردشگری، تهران
- بیگلری، فریدون و سونیا شیدرنگ ۱۳۹۸ ایران در دوران پارینه‌سنگی: عصر شکارگر- گردآوران، تاریخ و باستان‌شناسی ایران (به روایت موزه ملی ایران)، صص. ۳۳–۲۶، به کوشش: جبرئیل نوکنده و وینسنت ون ویلسترن، موزه ملی ایران، تهران
- بیگلری، فریدون ۱۳۹۸ استقرارهای پارینه‌سنگی قدیم و میانی در شمال البرز و تالش، جنوب دریای کاسپی، فصلنامه پژوهش گردشگری ۱ (۲)، ص ۱۰۶–۹۱.
- فریدون بیگلری، سونیا شیدرنگ، مرتضی رحمتی، مرجان مشکور، امیر ساعد موچشی، طاهر قسیمی، سپهر زارعی، مسعود اکبری، ندا حسین تهرانی، سیروان محمدی، صلاح نصراللهی، حسین داوودی، سریه امیری، هما فتحی، محمد عبدالله‌پور ۱۳۹۵، بررسی و کاوش نجات‌بخشی در محدوده سد داریان، اورامان (هورامان)، کردستان و کرمانشاه، گزارشهای پانزدهمین گردهمایی سالانه باستان‌شناسی ایران، صص ۵۴–۴۹، پژوهشکده باستان‌شناسی، پژوهشگاه میراث فرهنگی و گردشگری، تهران
- بیگلری، فریدون؛ مرجان مشکور؛ سونیا شیدرنگ؛ محسن جاوری؛ مهدی یزدی؛ مارگارتا تنگبرگ؛ فرانک بحرالعلومی شاپورآبادی؛ جمشید درویش؛ کمال طاهری ۱۳۹۳ قلعه بزی، شواهدی جدید از استقرارهای اواخر دوره پارینه سنگی میانی در حوضه زاینده رود، استان اصفهان، پژوهشهای باستان‌شناسی ایران، دوره ۴، شماره ۷، ص ۲۶–۷
- بیگلری، فریدون ۱۳۹۱، غار دواشکفت و الگوهای تأمین و استفاده از منابع سنگی طی دوره پارینه سنگی میانی در دشت میان کوهی کرمانشاه، گزارش‌های باستان‌شناسی (۸)؛ ویژه مجموعه مقالات همایش بین‌المللی باستان‌شناسی ایران: حوزة غرب، کرمانشاه، صص. ۳۰–۱۱، پژوهشکده باستان‌شناسی، پژوهشگاه میراث فرهنگی، تهران
- بیگلری، فریدون ۱۳۹۱، تاریخچة پژوهش‌های پارینه‌سنگی ایران از آغاز تا اواخر دهة هفتاد، در مجموعه مقالات هشتاد سال باستان‌شناسی ایران، به کوشش یوسف حسن‌زاده، جلد ۲، صص. ۴۸–۷، نشر پازینه با همکاری موزه ملی ایران و پژوهشکده باستان‌شناسی، تهران
- بیگلری، فریدون، ولی جهانی، مرجان مشکور، آلن آرگان، سونیا شیدرنگ و کمال طاهری ۱۳۸۶، غار دربند: شواهدی نویافته از دوره پارینه سنگی قدیم در گیلان، مجله باستان‌شناسی و تاریخ، شماره پیاپی ۴۱، صص ۳۷–۳۰
- بیگلری، فریدون ۱۳۸۳، شناسنامه غار یا پناهگاه صخره ای، آئین‌نامه و دستورالعمل‌های بررسی‌های باستان شناختی، جلد ۱، بررسی و شناسایی آثار باستانی و تاریخی- فرهنگی، پژوهشکده باستانشناسی، سازمان میراث فرهنگی و گردشگری، تهران.
- بیگلری، فریدون ۱۳۷۹، گزارش مکان‌های نویافته دیرینه سنگی در بیستون، مجله باستان‌شناسی و تاریخ، شماره پیاپی۲۸، ۶۰–۵۰
- بیگلری، فریدون. ۱۳۷۳، تاریخچه تحقیقات باستان‌شناسی پارینه سنگی در کرمانشاه، مجله آوینه (پیک بیستون)، شماره ۱۸و۱۷، صص ۱۰۹–۱۰۶.

- Trinkaus, E and F. Biglari,2006, Middle Paleolithic Human Remains from Bisitun Cave, Iran, Paleorient: 32.2: 105-1
- Biglari, F. and Shidrang, S. ,2006, The Lower Paleolithic Occupation of Iran, Near Eastern Archaeology 69(3–4): 160-168
- Biglari, F. ,2007,The Lower and Middle Paleolithic Occupations of Iran: A Brief Review, In Iran, Fragments from Paradise, pp. 31–39, Instituto Nacional de Antropologia e Historia, Mexico City
- Otte, M. , F. Biglari, D. Flas, S. Shidrang, N. Zwyns, M. Mashkour, R. Naderi, A. Mohaseb N. Hashemi, J. Darvish, & V. Radu, 2007, The Aurignacian in the Zagros region: new research at Yafteh Cave, Lorestan, Iran, Antiquity 81:82-96
- Biglari F, M. Javeri, M. Mashkour, Y. Yazdi, S. Shidrang, M. Tengberg, and K. Taheri and J. Darvish,2009,Test excavations at the Middle Paleolithic sites of Qaleh Bozi, Southwest of Central Iran, A preliminary report, In: M. Otte, F. Biglari, and J. Jaubert (eds), Iran Palaeolithic. pp. 29–38, Proceedings of the XV World Congress UISPP, Lisbonne, Vol. 28, BAR International Series 1968.
- Biglari, F. and V. Jahani, 2011, The Pleistocene Human Settlement in Gilan, Southwest Caspian Sea: Recent Research, Eurasian Prehistory, 8 (1–2): 3–28.
- Biglari, F. 2012,The Development of the Paleolithic Archaeology in Iran; a Review, in Eighty years of Iranian Archaeology, Edited by Yousef Hassanzadeh, pp. 7–48, Pazineh Publication, National Museum of Iran and Iranian Center for Archaeological Research, Tehran
- Biglari, F. , and S. Shidrang 2016, New Evidence of Paleolithic Occupation in the Western Zagros foothills, in The Archaeology of the Kurdistan Region of Iraq and Adjacent Regions, Edited by Konstantinos Kopanias and John MacGinnis, pp. 29–38, Archaeopress.
- Biglari, F and S. Shidrang 2019, Rescuing the Paleolithic Heritage of Hawraman, Kurdistan, Iranian Zagros, Near Eastern Archaeology 82 (4): 226-235.https://doi.org/10.1086/706536.
- Zanolli, Clément, Fereidoun Biglari, Marjan Mashkour, Kamyar Abdi, Herve Monchot, Karyne Debue, Arnaud Mazurier, Priscilla Bayle, Mona Le Luyer, Hélène Rougier, Erik Trinkaus, Roberto Macchiarelli. 2019, Neanderthal from the Central Western Zagros, Iran. Structural reassessment of the Wezmeh 1 maxillary premolar. Journal of Human Evolution, Vol: 135.